# Dīzer Kolā
Dīzer Kolā (persiska: ديزر كلا) är en ort i Iran.   Den ligger i provinsen Mazandaran, i den norra delen av landet, 100 km norr om huvudstaden Teheran. Dīzer Kolā ligger 97 meter över havet och antalet invånare är 250.
Terrängen runt Dīzer Kolā är varierad. Runt Dīzer Kolā är det ganska tätbefolkat, med 80 invånare per kvadratkilometer. Närmaste större samhälle är Nūr, 19,7 km öster om Dīzer Kolā. 